# 3'-nucleotidase
A enzima 3'-nucleotidase-nuclease (3'-NT/NU) foi caracterizada como um membro da família de nucleases de classe I por ter uma alta homologia com os dois membros arquetipos dessa família, as nucleases S1 de Aspergillus e P1 de Penicillium. Com um peso molecular de 40 kDa, ela possui cinco regiões altamente conservadas e apresenta dois domínios funcionais: o N-terminal direciona a proteína para o retículo endoplasmático e o C-terminal é o responsável pelo ancoramento da proteína à membrana plasmática.
Essa enzima foi detectada nos gêneros Trypanosoma, Leishmania e Crithidia, estando altamente conservada ao longo da evolução da família Trypanosomatidae, com valores de identidade chegando a 99%. A enzima mostrou-se importante na biologia de Leishmania e Crithidia mas, diante da baixa atividade em T. brucei e T. rhodesiense e ausência de atividade em T. cruzi, parece ser apenas uma enzima vestigial em espécies de Trypanosoma.
A 3'-NT/NU é uma enzima extracelular bifuncional pois pode atuar como fosfomonoesterase ou fosfodiesterase. Como nucleotidase atua sobre nucleotídeos 3'-monofosforilados liberando o nucleosídeo e fosfato inorgânico. Enquanto como nuclease,  rompe a ligação entre o grupo 3’-hidroxila e 5’-fosforila de nucleotídeos adjacentes.
Em relação a especificidade de substrato, os melhores substratos foram adenosina 3’ monofosfato (3’-AMP) e inosina 3’-monofosfato (3’-IMP) porém, uridina 3'-monofosfato (3' UMP), guanosina 3'-monofosfato (3'-GMP) e citosina 3'-monofosfato (3'-CMP) também são substratos enzimáticos possíveis para a atividade 3'-NT. Quanto a atividade nucleásica, DNA, RNA e diversos polirribonucleotídeos podem ser hidrolisados pela 3’-NT/NU, porém ácido poliuridílico (Poly-U), ácido poliadenílico (Poly-A) e RNA foram substratos mais potentes.
Essa enzima apresenta atividade constitutivamente alta no gênero Leishmania e estudos com diversas espécies mostraram que as espécies viscerais, L. donovani e L. infantum, detém os maiores níveis de atividade. Contudo, a descrição recente de uma deleção de duas cópias do gene da 3'-NT/NU de cepas de L. infantum circulantes na região das Américas sugeriu uma perca da atividade enzimática que pôde ser confirmada em seguida.
A 3'-NT/NU participa de processos nutricionais e também é um fator de virulência em Leishmania. Parasitos Leishmania são incapazes de sintetizar purinas pela via de novo, sendo estritamente dependentes do salvamento de purinas do meio extracelular. Como a 3'-NT/NU gera nucleosídeos, como adenosina, que podem ser posteriormente internalizados pela célula, ela é parte integrante dessa via nutricional. A depleção de purinas do meio de cultivo mostrou resultar no aumento da atividade enzimática, confirmando seu papel biológico.
Além disso, estudos têm demonstrado o importante papel da 3’-NT/NU na infecção por Leishmania em hospedeiros vertebrados. A atividade de nuclease permite que esses parasitos escapem das armadilhas extracelulares de neutrófilos (NETs) constituídas de DNA, histonas e proteínas permitindo a sobrevivência do parasito para interagir com sua célula-alvo. Principalmente seu papel como nucleotidase permite que o parasito gere adenosina extracelular, uma molécula capaz de ativar receptores purinérgicos e modular a resposta inflamatória para promover o estabelecimento da infecção.
Mais recentemente, os papéis da 3'-NT/NU na susceptibilidade à miltefosina e na dispersão de L. infantum nas Américas vem sendo debatido e novos estudos podem trazer luz sobre os mecanismos adaptativos de parasitos Leishmania que otimizam sua transmissão.